# ЯПлакалъ
«ЯПлакалъ» («Yaplakal.com») — развлекательный русскоязычный веб-портал и коллективный блог, основанный в мае 2004 года. Сайт занимает 144-е место по посещаемости в России и 2268-е в мире по состоянию на март 2021 г. по данным Alexa Internet; 81-е место по посещаемости в России и 1399-е в мире по данным SimilarWeb на февраль 2021 г. «ЯПлакалъ» является лидером по числу показов в РСЯ по состоянию на декабрь 2016 г.

## История
Сайт был создан 12 мая 2004 года тремя выпускниками пермской физико-математической гимназии.
Директором по развитию портала по состоянию на 2016 год является предприниматель Константин Шумов.

## Содержание
Сайт работает исключительно по принципу пользовательского контента, его владельцы занимаются написанием и продвижением постов только в рекламных и пропагандистских целях, такие посты публикуются с фиксированным рейтингом. Для добавления и оценки постов и комментариев требуется регистрация на сайте, просмотр сайта доступен и для незарегистрированных посетителей.
Большую часть контента сайта составляют размещаемые пользователями «фотожабы», распространены также смешные видеоролики и анекдоты. На сайте имеется система рейтингов.

## Сообщество
Наибольшее количество посетителей сайта проживает в России, Германии, Казахстане, Нидерландах, Белоруссии и на Украине. На официальную страницу сайта в социальной сети ВКонтакте подписано более 150 тысяч человек.
По результатам исследования Brand Analytics (проведённого на ноябрь 2021), «ЯПлакалъ» входит в число русскоязычных сайтов с наиболее агрессивными комментариями; доля «агрессивного контента», по мнению исследователей, составила более 30 %. «Яплакалъ» уступил в этом только имиджборде «2ch» и форуму «Продота».

## Награды
В 2014 и 2015 годах развлекательное сообщество «ЯПлакалъ» удостоилось «Премии Рунета» в номинации «Народное голосование» — «Сообщество Рунета», а в 2018 году — в номинации «Народное голосование» — «Интернет-проект».